# Kyoju Tokuso Juspion
Kyoju Tokuso Juspion (巨獣特捜ジャスピオン, Kyojū Tokusō Jasupion, vertaald als Megabeast Special Investigator Juspion) is een Japanse tokusatsuserie geproduceerd door Toei Company. De serie is onderdeel van Toeis serie Metal Heroes. De serie bestond uit 46 afleveringen en werd van 1985 t/m 1986 uitgezonden.
De naam Juspion is een porte-manteau van de woorden "Justice" en "Champion".

## Plot
Terwijl hij de Galaxy-bijbel leest, ontdekt de profeet en wetenschapper Edin een schokkende voorspelling: binnenkort zal de duistere god Satan Goss ontwaken en zal het universum worden verwoest.
Om dit te voorkomen traint Edin de wees Dan Iga om de krijger Juspion te worden. Samen met de androïde Anri en de enorme robot Daileon gaat Juspion het gevecht aan met Satan Goss en diens enorme monsters.

## Personages

### Protagonisten
- Dan Iga/Juspion: de held van de serie. Juspion werd opgevoed en getraind door de profeet en wetenschapper Edin. Van hem kreeg hij ook zijn metalen pak en zijn enorme robot.
- Ejin: een ruimtekluizenaar en wetenschapper. Hij is een nakomeling van de profeten die de Galaxy Bijbel beschermden. Hij doet dienst als Juspions mentor.
- Anri: een androïde gemaakt door Edin. Juspions helper.
- Miya: een jonge alien gevonden door Juspion en Anri op een jungleplaneet. Juspion adopteerd haar nadat haar ouders zijn gedood door Satan Goss.
- Boomerang: een medische student die wraak wil op Satan Goss omdat die zijn oudere broer heeft gedood. Vecht met twee boemerangs.
- De Nambara Family (15-): Cameraman Ken'ichirou Nambara, zijn dochter Kanoko en zijn zoon Kenta. Nauw verbonden met Juspion sinds Ken'ichirou een foto nam van de Golden Bird. Later bleek Kanoko een van de vijf kinderen was die een deel van de energie van de Golden Bird bij zich droeg.
- The Golden Bird: de fenixgod van de Melkweg. Dit is een wezen van pure energie, dat zich jarenterug opsplitste en zijn energie verspreidde over vijf kinderen: Kanoko, Daisaku, Hiroshi, Mika, en Kumiko. Het vinden van deze kinderen, zodat de Golden Bird kan helpen bij het verslaan van Satan Goss, is een rode draad in de serie.

### Megabeast Empire
- Satan Goss: een duistere god geboren uit de negatieve energie van het universum. Hij symboliseert al het kwaad in het universum. Hij gebruikt de Aarde als hoofdkwartier voor zijn Megabeast keizerrijk. Volgens de voorspelling kan alleen de Golden Bird hem voorgoed verslaan.
- Madgalant: Satan Goss' zoon en opvolger. Hij is Juspions vaste tegenstander gedurende de serie. Kan ook een menselijke gedaante aannemen.
- De Aliens: huursoldaten van verschillende niet bij naam genoemde soorten. Assisteren Madgalant.
- Gilza (29-37): een alienheks die Madgalant terug tot leven bracht nadat hij was verslagen door Juspion.
- Gilmarza (40-): Gilza's oudere zus.
- De 4 Deva Kings: huurlingen in dienst van Madgalant.
  - Ikki (13-15): een androïde.
  - Zampa (13-18): een van de beste bodyguards in de melkweg.
  - Brima (13-46): een profeet.
  - Guillauie (13-46): een vrouwelijke spion en meester in vermommen.

- De 5 Space Ninjas: vijf krijgers die elk een element vertegenwoordigen.
  - Ka (vuur; 40-45)
  - Sui (Water; 40-44)
  - Fuu (Wind; 40-43)
  - Dou (Aarde; 40-41)
  - Moku (Metaal; 40)

- Amazones (10):
- Gazami Brothers (26-27):

## Afleveringen
1. The Giant Monsters' Planet (巨大怪獣の惑星, Kyodai Kaijū no Wakusei)
2. Super Electronic Star Sakura's Sadness (悲しみの超電子星サクラ, Kanashimi no Chōdenshisei Sakura)
3. Protect! The Dream of the Galaxy Boy (守れ! 銀河少年の夢, Mamore! Ginga Shōnen no Yume)
4. Taking Course For The 3rd Planet (第3惑星に進路を取れ, Daisan Wakusei ni Shinro o Tore)
5. Look! That is Father's Star (ほら! あれが父さん星だ, Hora! Are ga Tōsan Hoshi Da)
6. Child Beast and Children (子供獣と子供たち, Kodomojū to Kodomotachi)
7. Strengthened Iwagorilla's Great Counterattack (怪力イワゴリーラの大逆襲, Kairiki Iwagorīra no Dai Gyakushū)
8. Shining Smiles in the Meadow . Lotto and Sachi Run (草原に輝く笑顔・ロットとサチが駈ける, Sōgen ni Kagayaku Egao! Rotto to Sachi ga Kakeru)
9. The Tale of a Certain Tree (ある巨木のものがたり, Aru Kyoboku no Monogatari)
10. The Ancient Strange Fish Joined by the Female Spy (女スパイを連れた古代怪魚, Onna Supai o Tsureta Kodai Kaigyo)
11. Quack! Tsukuba's Giant Ducks Great March (グェッ! ツクバの巨大ガマ大行進, Gue! Tsukuba no Kyodai Gama Dai Kōshin)
12. Satan Gorth Fears the Mysterious Prophecy (神秘の大予言にサタンゴースがおびえる, Shinpi no Daiyogen ni Satan Gōsu ga Obieru)
13. The Evil Raging Four Celestial Kings from Outer Space (宇宙からの助っ人 大暴れ悪の四天王, Uchū kara no Suketto Ooabare Aku no Shitennō)
14. Tear the Japan's Archipelago! Hamanako Attack Operation (日本列島を断て! 浜名湖アタック作戦, Nihon Rettō o Tate! Hamanako Atakku Sakusen)
15. Dream? Illusion? The Golden Bird's Wings Flapping (夢か? 幻か? はばたく黄金の鳥, Yume ka? Maboroshi ka? Habataku Ougon no Tori)
16. Future of Humanity? Giant Beast Empire Panic (人類の未来か? 恐怖の巨獣帝国, Jinrui no Mirai ka? Kyōfu no Kyojū Teikoku)
17. The Galactic Tarzan Who Dashes into the Ocean of Love and Tears (愛と涙の海を疾走する銀河のターザン, Ai to Namida no Umi o Shissō Suru Ginga no Tāzan)
18. Red-Eyed Machine Fighter Zanba (赤目のマシンファイター・ザンバ, Akame no Mashin Faitā ・Zanba)
19. The Cursed Seabed People Smile! S.O.S. Dolphin's Sea (呪いの海底人が笑う イルカの海SOS, Noroi no Kaiteijin ga Warau Iruka no Umi Esu ō Esu)
20. Daughter! Son! Leave It to the Last Chance (娘よ! 息子よ! ラスト・チャンスに賭けろ!, Musume yo! Musuko yo! Rasuto Chansu ni Kakero!)
21. Hot-Air Balloon Boy Cast Away! Brave Speed 160 km/h (熱気球少年が投げる 時速160kmの勇気, Netsukikyū Shōnen ga Nageru Jisoku Hyakurokujukiro no Yūki)
22. The Spell of Female Stranger Who Returned the Girl to the Demon (少女を悪魔にかえる怪女チキタの大妖術, Shōjo o Akuma ni Kaeru Kaijo Chikita no Daiyōjutsu)
23. Giant Beast Sho from the World Ruled by the Magic Hand (魔の手があやつる世界の巨獣ショー, Ma no Te ga Ayatsuru Sekai no Kyojū Shō)
24. Careful! ¥100,000,000 Salary Offer (ご用心! 月給1億円さしあげます, Goyōjin! Gekkyū Ichiokuen Sashiagemasu)
25. Help the Vanishing Tokyo! Evil Bullet Good Bullet Death Match (救え東京消失! 悪だま善だまデスマッチ, Sukue Tōkyō Shoshitsu! Akudama Zendama Desumacchi)
26. Roaring Soil! Daileon's Angry Great Counterattack (とどろく大地! ダイレオン怒りの大逆襲, Todoroku Daichi! Daireon Ikari no Dai Gyakushū)
27. Run Swiftly Through the Singing Dancing Road of Youth (歌って踊って青春ロードを突っ走れ!, Utatte Odotte Seishun Rōdo o Tsuppashire!)
28. The Electronic Monster's Lethal Data (電子頭脳獣の必殺データー, Denshi Zunōjū no Hissatsu Dētā)
29. Mad Galant Dies! However Gilza... (マッドギャラン死す! しかしギルザが…, Maddogyaran Shisu! Shikashi Giruza ga...)
30. Red Balloon, Blue Balloon ・Balloon Panic (赤い風船・青い風船・バルーンパニック, Akai Fūsen・Aoi Fūsen・Barūn Panikku)
31. Teacher and Children Scream at Live Broadcast Panic (先生と子供たちが泣き叫ぶ恐怖の生中継, Sensei to Kodomo-tachi ga Nakisakebu Kyōfu no Nama Chūkei)
32. The Robot Maid's Midnight Albite (お手伝いロボットの真夜中のアルバイト, Otetsudai Robotto no Mayonaka no Arubaito)
33. The Bully's Dancing Magic Great Battle (いじめっ子も踊りだす魔法大合戦, Ijimekko mo Odoridasu Mahō Dai Gassen)
34. Love of Father and Child that Breaks the Impregnable Fortress (鉄壁の要塞を砕く父と子の愛, Teppeki no Yōsai o Kudaku Chichi to Ko no Ai)
35. Bible Found! Now a Fearful Fact... (発見された聖書(バイブル) 今恐るべき事実が…, Hakken Sareta Baiburu Ima Osorubeki Jijitsu ga...)
36. The Shining of a New Life that Calls For A Miracle (奇蹟を呼ぶ新しい生命の輝き, Kiseki o Yobu Atarashii Inochi no Kagayaki)
37. Full Course Panic! How About an Infernal Cousine? (恐怖のフルコース地獄料理はいかが?, Kyōfu no Furu Kōsu Jigoku Ryōri wa Ikaga?)
38. Older Sister is Strange! Planned Miracle (姉ちゃんが変だ! 仕組まれた奇蹟, Nē-chan ga Hen Da! Shikumareta Kiseki)
39. Miyo's Kiss is 1 Million Horsepower (ミヨちゃんのキッスは百万馬力, Miyo-chan no Kissu wa Hyakuman Bariki)
40. Rich Man Tactic・Mystery of the Diamond Meteor (リッチマン作戦・ダイヤ流星群の謎, Ricchi Man Sakusen・Daiya Ryūseigun no Nazo)
41. Time to Duel・You Scream Deadly Gunman's Justice (決闘の時・君が呼ぶ必殺ガンマンの正義, Kettō no Toki ・Kimi ga Yobu Hissatsu Ganman no Seigi)
42. Friends that Came from the Stars・The Tale of Pippi and Hiroshi (星から来た友だち・ピッピと浩の物語, Hoshi kara Kita Tomodachi ・Pippi to Hiroshi no Monogatari)
43. Alice Saw Satan Gorth's Wonderland (アリスが見た不思議の国のサタンゴース, Arisu ga Mita Fushigi no Kuni no Satan Gōsu)
44. You Survived? Appeared Ancient Haunt (君は生き残れるか? 出現した太古の魔境, Kimi wa Ikinokoreru ka? Shutsugen-shita Taiko no Makyo)
45. I Am Satan Gorth's Son (おれはサタンゴースの息子だ, Ore wa Satan Gōsu no Musuko Da)
46. People from All Galaxies Hold Hands (手をつなぐ全銀河の人類たち, Te o Tsunagu Zenginga no Jinrui-tachi)

## Cast
- Juspion/Dan Iga: Hikaru Kurosaki
  - Stuntmannen: Takanori Shibahara, Kazuyoshi Yamada and Noriaki Kaneda
- Anri: Kiyomi Tsukada
- Edin: Noboru Nakatani
- Boomerang: Hiroshi Watari
- Nambara: Isao Sasaki
- Satan Goss: Shozo Izuka
- Madgallant: Junichi Haruta
- Purima: Misa Nirei
- Gyoru: Kei Aman
- Ikki: Toshimichi Takahashi
- Zampa: Daigaku Sekine
- Kilza: Atsuko Takahata
- Kilmaza: Yukie Kagawa
- Verteller: Kiyoshi Kobayashi

## Trivia
- Dit is de enige Metal Heroes serie met een mecha erin.
- De serie was niet echt een groot succes in Japan, maar was zeer populair in Brazilië en Frankrijk.
- Satan Gorth lijkt sterk op Darth Vader. Een bekende grap onder fans van de serie is dan ook dat Stan Goss Darth Vaders vader zou zijn.